# 南西スオミ県
南西スオミ県（なんせいスオミけん、フィンランド語: Varsinais-Suomi [ˈʋɑrs̠inɑi̯s̠ˌs̠uo̞̯mi]、スウェーデン語: Egentliga Finland）は、フィンランドの行政区。英語名の一つ（英語: Finland Proper）から正統フィンランド県とも書かれる。
北にサタクンタ県、北東にカンタ＝ハメ県、東にウーシマー県と接し、対岸にはオーランド諸島を望む。
1万平方キロメートル程度の地域に48万人が住んでいる。県庁所在地はトゥルク。トゥルクは、13世紀から1812年までフィンランドの首都として発展した。
南西スオミ県はスウェーデン統治時代の13世紀にトゥルクとその城下街を中心としてフィンランド南西部に南西スオミとして作られた地域。地理的にスウェーデン、欧州大陸に近いためスウェーデンや欧州の文化圏に組み込まれることになった。現在でも多くの歴史的痕跡がこの地域に残っている。

## 歴史
南西スオミ県の英語名、正統フィンランド県(英語: Finland Proper)は、その歴史的な機能に由来する。歴史的にフィンランド南部は、フィン人、タヴァスティア人、カレリア人 (Karelians) の3つの民族が居住していた。そして、現在のフィンランド南西部はフィン人の居住する地域であり、単純にフィンランド(フィンランド語: Suomi)と呼ばれていた。17世紀になると、フィンランドは全土を参照する名前として使用されるようになった。そのため、この土地を指定する新たな名前が必要となった。そして、1650年にラテン語で、Fennigia specialiter dictaとFennigia presse dictaと記載されたのが初めてである。18世紀後半にはスウェーデン語でFinland för sig sieftとEgenteliga Finlandと書かれた。同世紀末には、Egentliga Finlandが公式に使用されるようになった。フィンランド語で、Varsinais-Suomiと書かれるようになったのは1850年代頃からである。

## 県章
また、この地区の県章は州時代からの古式ゆかしいものを使用している。そのため、県章にはスウェーデン・バルト帝国の国旗が描かれている。

## 地区
この県には、5つの郡がある。その下に28の自治体があり、内11が都市 (town)である。
| ロイマー郡: - アウラ Aura - コスキ Koski Tl - ロイマー Loimaa (town) - マルッティラ Marttila - オリパー Oripää - ポユテュア Pöytyä - タルヴァスヨキ Tarvasjoki サロ郡: - サロ Salo (town) - ソメロ Somero (town) | トゥルク郡: - カーリナ Kaarina (town) - リエト Lieto - マスク Masku - ミュナマキ Mynämäki - ナーンタリ Naantali (town) - ノウシアイネン Nousiainen - パイミオ Paimio (town) - ライシオ Raisio (town) - ルスコ Rusko - サウヴォ Sauvo - トゥルク Turku (town) | ヴァッカ＝スオミ郡: - クスタヴィ Kustavi - ライティラ Laitila (town) - ピュハランタ Pyhäranta - タイヴァスサロ Taivassalo - ウーシカウプンキ Uusikaupunki (town) - ヴェヘマー Vehmaa トゥルンマー郡: - ケイモンサーリ Keimönsaari (Kimitoön) - パライネン Parainen (town) |

## 政治
2011年のフィンランド総選挙の結果は以下のようになる
- 国民連合党  23.0%
- フィンランド社会民主党  19.6%
- 真のフィンランド人  18.1%
- フィンランド中央党  11.6%
- 左翼同盟  9.6%
- 緑の同盟  7.3%
- スウェーデン人民党  5.5%
- キリスト教民主党  2.9%